# Schwarznacken-Lappenschnäpper

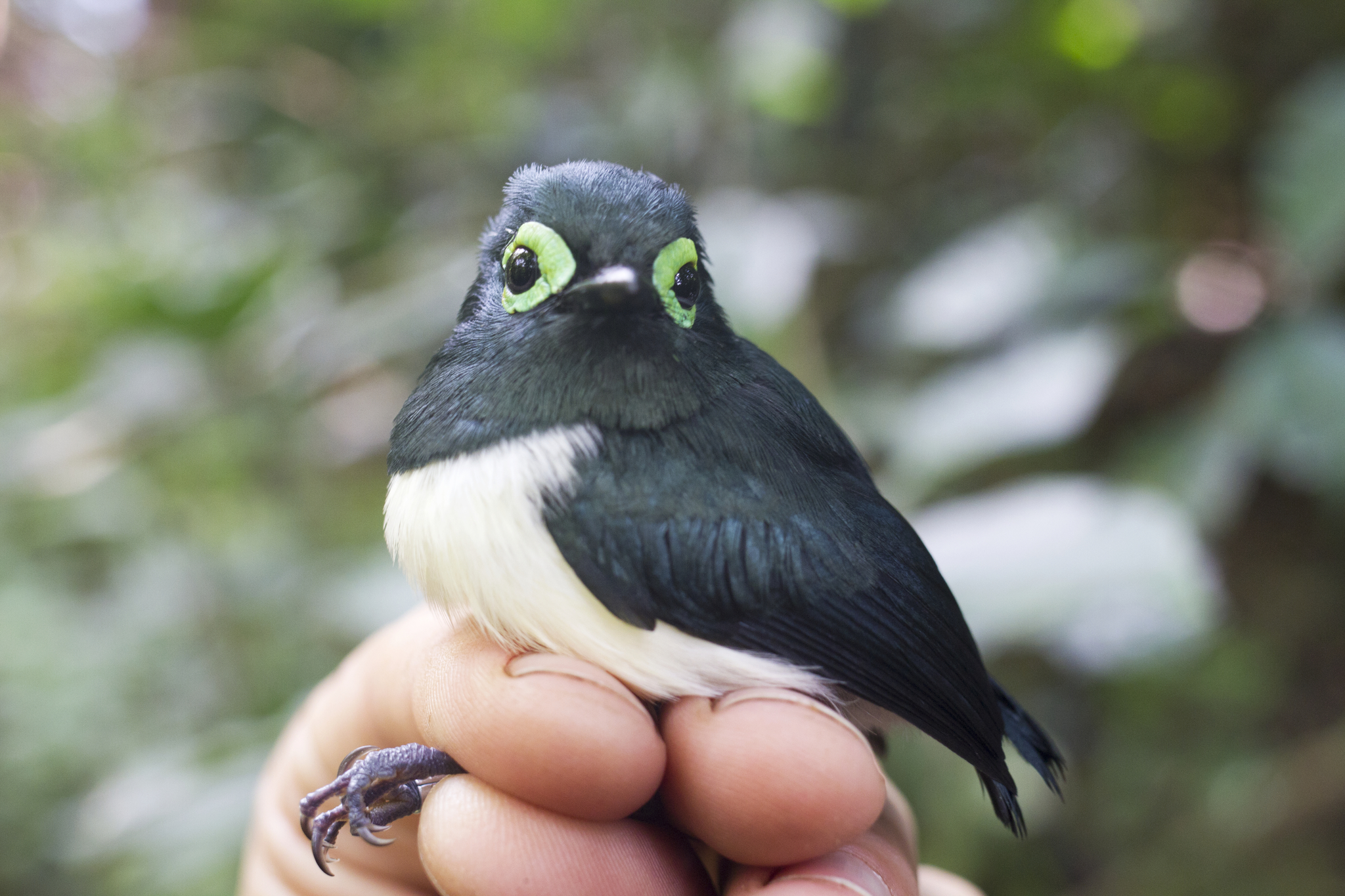
Schwarznacken-Lappenschnäpper

Der Schwarznacken-Lappenschnäpper (Platysteira chalybea), auch Reichenow-Lappenschnäpper genannt, ist ein Vogel aus der Familie der Afrikaschnäpper (Platysteiridae).
Die Art wird häufig als konspezifisch mit dem Glanzlappenschnäpper (Platysteira blissetti) und dem Jamesonlappenschnäpper (Platysteira jamesoni) angesehen.
Er kommt in Äquatorialguinea, Angola, Gabun und Kamerun vor.
Das Verbreitungsgebiet umfasst tropischen oder subtropischen feuchten Primär- und Sekundärwald, Sumpfgebiete und Bergwald von 900 bis 1950 m Höhe.
Die Art ist ein Standvogel.
Das Artepitheton kommt von altgriechisch χαλυβηιος chalubēios, deutsch ‚Stahl‘.

## Aussehen
Die Art ist etwa 9 cm groß und wiegt 11–13 g, ein kleiner kurzschwänziger, plumper Vogel mit kurzen Flügeln. Das Männchen ist schwarz an Kehle und Brust, die Oberseite und die Flügel sind metallisch flaschengrün glänzend, der Bürzel ist weiß. Die Unterseite ist cremefarben bis blassgelb, auch die Unterschwanzdecken. Die Flanken sind grau-schwärzlich, Beine und Schnabel sind schwarz, letzterer breit und flach. Die Iris ist kastanienbraun mit großen leuchtend smaragdgrünen Überaugenlappen. Das Weibchen ist matter und weniger glänzend, auf der Oberseite grauer mit deutlich kleineren Überaugenlappen. Jungvögel sind matt grau bis schwärzlich, auf der Unterseite ohne Gelb mit einem breiten gelbbraunen Kehlstreifen.
Die Art unterscheidet sich vom Glanzlappenschnäpper (Platysteira blissetti) und Jamesonlappenschnäpper (Platysteira jamesoni) durch das Schwarz und das fehlende Kastanienbraun an Nacken, Ohrdecken bis zur Kehle, durch das Goldgelb unten und durch die andere Färbung der Überaugenlappen.

## Stimme
Der Ruf umfasst zwei verschiedene Arten, eine kurze abfallende und öfter wiederholte Folge von 3–6 hohen Lauten „fi-fi-fu, he-he-her-her-hur“ sowie eine etwa 60 s lange Folge klingender Töne gleicher Höhe „fu-fu-fu-fu-…“, was an Oliv-Camaroptera (Camaroptera chloronota) erinnert. Im Flug wird „kweck-kweck“ oder ein schnelleres „ptedecptedecptedc“ gerufen.
Die Art ist monotypisch.

## Lebensweise
Die Art ernährt sich von Insekten aller Art meist zwischen 8 und 35 mm groß, die in Erdbodennähe bis zu 4 m Höhe gesucht werden. Sie tritt meist paarweise oder in kleinen Familiengruppen auf, auch in gemischten Jagdgemeinschaften außerhalb der Brutzeit. Der Vogel ist umtriebig und lärmig, schlägt auch gern mit den Flügeln.

## Fortpflanzung
Die Brutzeit dürfte in Kamerun im März liegen, Nester wurden im Juli in Gabun gefunden. Die Art ist ortsständig, monogam mit Bruthelfern. Das Nest wird in nur geringer Höhe gut versteckt an eine Astgaben gehängt und hat einen Durchmesser von 40–45 mm. Das Gelege besteht aus 2 weißlich-grünen Eiern mit braunen oder braungrauen Flecken an einer Seite. Bebrütet wird über mindestens 14 Tage durch das vom Männchen versorgte Weibchen. Beide Elternvögel füttern die Jungen.

## Gefährdungssituation
Der Bestand gilt als nicht gefährdet (Least Concern).